# Dana Vávrová
Dana Vávrová (Praga, 9 agosto 1967 – Monaco di Baviera, 5 febbraio 2009) è stata un'attrice e regista ceca naturalizzata tedesca.

## Biografia
Nata in Cecoslovacchia, ricoprì il suo primo ruolo principale cinematografico in Ať žijí duchové!. Nel 1982 fu protagonista nella mini-serie televisiva tedesca Ein Stück Himmel, e venne per questo in seguito insignita del Goldene Kamera, del Goldener Gong, e di un Adolf Grimme Award. Partecipò poi con piccolissimi ruoli ai film Amadeus e Pan Tau. Apparve anche nella serie poliziesca televisiva tedesca L'ispettore Derrick
Morì nel 2009 all'età di 41 anni per una neoplasia della cervice uterina a Monaco di Baviera, lasciando tre figlie, anche loro attrici, e il marito, il regista Joseph Vilsmaier, che l'aveva diretta nei film Stalingrad e Comedian Harmonists. La coppia si era sposata nel 1986.

## Filmografia parziale
- Amadeus, regia di Miloš Forman (1984)
- Stalingrad, regia di Joseph Vilsmaier (1993)
- Comedian Harmonists, regia di Joseph Vilsmaier